# Barbara Bakulin
Pour les articles homonymes, voir Bakulin.
Barbara Bakulin (née le 23 septembre 1950 à Gostyń) est une athlète polonaise spécialiste du sprint. Le 31 mai 1975, à Bourges, elle bat aux côtés de Ewa Długołęcka, Danuta Jędrejek et Helena Fliśnik le record de Pologne du 4 x 200 m en 1 min 35 s 5, record qu'elle détient toujours.

## Biographie

### Palmarès
| Date | Compétition           | Lieu     | Résultat | Épreuve   | Performance |
| ---- | --------------------- | -------- | -------- | --------- | ----------- |
| 1971 | Championnats d'Europe | Helsinki | 4e       | 4 × 100 m | 44 s 8      |
| 1972 | Jeux olympiques d'été | Munich   | 8e       | 4 × 100 m | 44 s 20     |
| 1974 | Championnats d'Europe | Rome     | 3e       | 4 × 100 m | 43 s 48     |
| 1975 | Universiade d'été     | Rome     | 2e       | 4 × 100 m | 44 s 87     |

### Records
| Épreuve    | Performance | Lieu   | Date         |
| ---------- | ----------- | ------ | ------------ |
| 100 mètres | 11 s 5      |        | 1975         |
| 200 mètres | 23 s 31     | Moscou | 20 août 1973 |